# Sito Astronomico Mentana
Il Sito Astronomico di Mentana è la sede del Gruppo Astrofili "Nomentum" (GAN). 

## Storia
Negli anni 1993-2001 il responsabile del sito ha sviluppato numerose applicazioni software per l'individuazione di nuovi pianetini su immagini digitali astronomiche e per la misura delle loro posizioni astrometriche. Tali programmi furono utilizzati inizialmente dall'Osservatorio di Colleverde di Guidonia  e poi adottati anche da numerosi altri osservatori amatoriali facenti parte del Gruppo Italiano Astrometristi . A partire dal 2007 divenne invece proficua la collaborazione con l'Osservatorio di Santa Lucia di Stroncone (TR), nel campo della ricerca delle supernovae.
Nel 2011 tale collaborazione si è spostata nel campo della ricerca delle stelle variabili a breve periodo, resa possibile da una connessione remota instaurata tra i due siti di Mentana (Roma) e Stroncone (Terni). Nel corso di questa collaborazione, battezzata Fast Variable Stars Survey (FVSS), vennero scoperte 32 nuove stelle variabili a breve periodo, tutte catalogate presso l'American Association of Variable Star Observers (AAVSO).
Tra i membri storici del sito astronomico vanno citati: Stefano Valentini, Ercole Poli (1961-2000), Ignazio Costantino e Gianluca Testa, tutti tecnici-informatici con la passione dell'Astronomia.

## Riconoscimenti
- Il pianetino 9121 Stefanovalentini[5][6], scoperto nel 1998 dall'astrofilo Vincenzo Silvano Casulli, dell'Osservatorio di Colleverde di Guidonia, è stato intestato a Stefano Valentini.
- Il pianetino 7961 Ercolepoli[7][8], scoperto nel 1994 dall'astrofilo Vincenzo Silvano Casulli, dell'Osservatorio di Colleverde di Guidonia, è stato intestato a Ercole Poli.
- Il pianetino 185448 Nomentum[9][10][11], scoperto nel 2006 dall'astrofilo Vincenzo Silvano Casulli, dell'Osservatorio di Colleverde di Guidonia, è stato intestato a Nomentum, antico nome latino di Mentana.

## Elenco delle variabili scoperte
Al progetto Fast Variable Stars Survey (FVSS) hanno collaborato:
- a Santa Lucia di Stroncone: Antonio Vagnozzi, osservatore, membro dell'Associazione Ternana Astrofili;
- a Mentana: Stefano Valentini, osservatore e misuratore; Ignazio Costantino, misuratore.

| ID AAVSO             |
| VSX J030734.7+423335 |
| VSX J030845.1+423719 |
| VSX J030848.8+423318 |
| VSX J030948.7+424928 |
| VSX J031005.7+422557 |
| VSX J030623.8+425104 |
| VSX J030641.0+424700 |
| VSX J013536.8+542833 |

| ID AAVSO             |
| VSX J013540.6+541624 |
| VSX J013545.6+542357 |
| VSX J013555.9+541142 |
| VSX J013609.0+541956 |
| VSX J013626.0+540414 |
| VSX J013725.1+541848 |
| VSX J013742.3+541504 |
| VSX J013752.9+542250 |

| ID AAVSO             |
| VSX J013757.6+540920 |
| VSX J013803.2+540558 |
| VSX J043525.6+450104 |
| VSX J043536.4+445250 |
| VSX J043600.0+445040 |
| VSX J043609.6+445404 |
| VSX J043620.2+444620 |
| VSX J043635.9+444451 |

| ID AAVSO             |
| VSX J043636.9+450947 |
| VSX J043721.9+445748 |
| VSX J043752.8+445231 |
| VSX J071048.8+243653 |
| VSX J071100.1+244916 |
| VSX J071135.2+242456 |
| VSX J071143.1+242955 |
| VSX J112109.7+440812 |